# Lophothericles pinheyi
Lophothericles pinheyi är en insektsart som beskrevs av Marius Descamps 1977. Lophothericles pinheyi ingår i släktet Lophothericles och familjen Thericleidae. Inga underarter finns listade i Catalogue of Life.